# Glycin
Glycin (også Gly eller G) er en α-aminosyre, der findes i næsten alle proteiner. Glycin er den simpleste af aminosyrerne, og den eneste som ikke indeholder et kiralt center, hvorfor den ikke udviser R/S isomeri. Da glycin har en meget lille sidekæde (-H) passer den ind mange steder hvor ingen andre aminosyrer gør, f.eks. i kollagenhelixen.
De fleste proteiner indeholder kun små mængder glycin. En undtagelse er kollagen, i hvilket glycin udgør omtrent en tredjedel.
Glycin fungerer som en hæmmende neurotransmitter i centralnervesystemet, specielt i rygraden, hjernestammen og retina. Når glycinreceptorer aktiveres startes et flux af Cl--ioner ind i neuronen.
Glycin er en ikke-essentiel aminosyre, hvilket betyder at kroppen kan syntetisere det i tilstrækkelige mængder. Ved biosyntesen kan glycin dannes ud fra serin ved fraspaltning af hydroxymethylgruppen (-CH2OH). Denne reaktion varetages af enzymet serinhydroxymethyltransferase.
Glycin er blevet detekteret i støvskyen omkring kometen 67P/Churyumov–Gerasimenko, hvilket viser at kometer har potentiale til at levere kritiske biokemiske molekyler som forudsætning af liv på Jorden.

## Eksterne links og henvisninger
1. ↑  Life ingredients in Rosetta’s comet. EarthSky